# Ga Lâm Giang
Ga Lâm Giang là một nhà ga xe lửa tại huyện Văn Yên, tỉnh Yên Bái. Nhà ga là một điểm của đường sắt Hà Nội - Lào Cai và nối với ga Trái Hút với ga Lang Khay.